# Jean-Yves Duzellier
Jean-Yves Duzellier (né le 14 septembre 1970,) est un coureur cycliste français, actif des années 1980 à 2000. 

## Biographie
Ancien membre de l'ASPTT Mulhouse, Jean-Yves Duzellier s'impose notamment sur le Circuit de Saône-et-Loire et le Championnat de Zurich amateurs en 1994. En 1995, il remporte le championnat d'Alsace sur route, le Circuito Montañés ainsi que le Grand Prix de Cannes amateurs. La même année, il est sélectionné en équipe de France pour les mondiaux amateurs de 1995 à Duitama, où il se classe trentième. Il devient également stagiaire dans l'équipe Chazal-MBK-König, mais n'obtient pas de contrat professionnel. 
Son père Pierre-Yves a également été coureur cycliste.

## Palmarès sur route
- 1988
  - 2e étape du Grand Prix Général Patton
- 1993
  - 3e du Tour du Doubs
- 1994
  - Circuit de Saône-et-Loire
  - Championnat de Zurich amateurs
  - 3e du Tour de Moselle
- 1995
  - Champion d'Alsace sur route
  - 4e étape du Circuit de Saône-et-Loire
  - Circuito Montañés
  - Grand Prix de Cannes amateurs
  - 2e du Tour Nord-Isère
  - 3e du Tour de Franche-Comté
- 1998
  - Souvenir Vietto-Gianello[5]
- 1999
  - 2e du Prix du Saugeais

## Palmarès en cyclo-cross
| - 1994-1995 - Champion d'Alsace de cyclo-cross - 1995-1996 - Champion d'Alsace de cyclo-cross - 1997-1998 - Champion d'Alsace de cyclo-cross | - 1998-1999 - Champion d'Alsace de cyclo-cross - 2004-2005 - Champion d'Alsace de cyclo-cross - 2005-2006 - Champion d'Alsace de cyclo-cross |